# Simulium quadratum
Simulium quadratum es una especie de insecto del género Simulium, familia Simuliidae, orden Diptera.
Fue descrita científicamente por Stains & Knowlton, 1943.